# Duccio Tessari
Duccio Tessari (ur. 11 października 1926 w Genui, zm. 6 września 1994 w Rzymie) – włoski reżyser, scenarzysta i aktor filmowy. Uważanym za jednego z ojców spaghetti westernów. 

## Życiorys
Karierę filmową zaczynał w latach pięćdziesiątych jako dokumentalista i scenarzysta filmów peplum. W 1964 był współautorem scenariusza Za garść dolarów w reżyserii Sergio Leone, a rok później odniósł imponujący sukces komercyjny filmem Pistolet dla Ringo i jego bezpośrednią kontynuacją Powrót Ringo. W latach 70. zrealizował kilka filmów zaliczanych do nurtu giallo, takich jak Nieuchwytny morderca (1971) czy Człowiek bez pamięci (1974). W 1975 wyreżyserował film Zorro, gdzie w tytułową rolę wcielił się francuski gwiazdor Alain Delon.
Później zetknął się z różnymi gatunkami i pracował w RAI, reżyserując kilka udanych seriali telewizyjnych. Zmarł na raka w Rzymie w wieku 67 lat. Był żonaty z aktorką Lorellą De Luca. 

## Filmografia

### Reżyseria i scenariusz
- Przybycie Tytanów (1962)
- Il fornaretto di Venezia (1963)
- La sfinge sorride prima di morire - Stop Londra (1964)
- Una voglia da morire (1965)
- Pistolet dla Ringa (Una pistola per Ringo; 1965)
- Powrót Ringa (Il ritorno di Ringo; 1965)
- Kiss Kiss... Bang Bang (1966)
- Per amore... per magia... (1967)
- Lepiej być wdową (Meglio vedova; 1968)
- Bękarty (I bastardi; 1968)
- Żywi, a najlepiej martwi (Vivi o preferibilmente morti; 1969)
- Quella piccola differenza (1969)
- La morte risale a ieri sera (1970)
- Nieuchwytny morderca (Una farfalla con le ali insanguinate; 1971)
- Forza "G" (1972)
- Gli eroi (1973)
- Tony Arzenta - Big Guns (1973)
- Człłowiek bez pamięci (L'uomo senza memoria; 1974)
- Uomini duri (1974)
- Safari Express (1976)
- La madama (1976)
- L'alba dei falsi dei (1978)
- Un centesimo di secondo (1981)
- C'era un castello con 40 cani (1989)
- Wojna szpiegów (Guerra di spie; 1989) – miniserial
- Les aventuriers du Rio Verde (1991) – miniserial

### Reżyseria
- Zorro (1975)
- La madama (1976)
- Tex e il signore degli abissi (1985)
- Baciami strega (1985)
- Bitte laßt die Blumen leben (1986)
- Wielka historia o miłości (Una grande storia d'amore; 1988)
- Prawo pustyni (Il principe del deserto; 1991) – miniserial
- Beyond Justice (1992)

### Scenariusz
- Kanonenserenade (1958)
- Ostatnie dni Pompei (Gli ultimi giorni di Pompei; 1959)
- Kartagina w ogniu (Cartagine in fiamme; 1960)
- La Vendetta di Ercole (1960)
- La regina delle Amazzoni (1960)
- Bunt niewolników (La rivolta degli schiavi; 1960)
- Kolos z Rodos (1961)
- Ercole alla conquista di Atlantide (1961)
- Goliat kontra wampiry (Maciste contro il vampiro; 1961)
- Maciste na dworze wielkiego Chana (Maciste alla corte del Gran Khan; 1961)
- Le meraviglie di Aladino (1961)
- Herkules w świecie przeklętych (Ercole al centro della Terra; 1961)
- Romulus i Remus (Romolo e Remo; 1961)
- Marco Polo (1961)
- Il piccolo caffè (1963)
- Za garść dolarów (1964)

- Viva la muerte... tua! (1971)